# Abderrahim Zhiou
Abderrahim Zhiou (in arabo عبد الرحيم زهيو‎?; Gabès, 26 settembre 1985) è un atleta paralimpico tunisino.
In carriera è stato campione paralimpico negli 800 m T13 e nei 1500 m T12.